# Wolfgang Wickler
Pour les articles homonymes, voir Wickler.
Wolfgang Wickler, né le 18 novembre 1931 à Berlin et mort le 12 janvier 2024, est un zoologiste et éthologue allemand. Il est reçu en 1974 comme membre scientifique de la société Max Planck et nommé l'année suivante directeur du département d'éthologie de l'Institut Max Planck de physiologie comportementale à Seewiesen près de Starnberg. Après sa retraite (1999), il maintient une collaboration étroite avec cet institut et assure sa transition vers sa nouvelle vocation devenant par la suite l'Institut Max Planck pour l'ornithologie.

## Parcours professionnel
Wolfgang Wickler, est né le 18 novembre 1931, à Berlin. Après des études secondaires, il étudie la biologie, puis reçoit une bourse pour aller étudier à l'Institut Max Planck de physiologie comportementale sous la supervision de Konrad Lorenz et Erich von Holst. Après avoir obtenu son doctorat en réalisant sa thèse sur le comportement des poissons, il est assistant scientifique à Seewiesen à partir de 1960 et devient professeur à l'Université de Munich en 1969. Il est également nommé professeur à la faculté des sciences naturelles de cette université en 1976. En 1970, il donne des conférences à la faculté de théologie catholique de cette même université sur les fondements biologiques des conceptions morales de l'homme.
L'une des spécialités de Wickler est la reconstruction de la phylogénie des communautés animales ainsi que l'analyse de la communication chez les animaux. Il étudie, entre autres, les «dialectes» d'oiseaux. En 1968, il publie un livre sur le mimétisme qui est le seul livre sur le sujet en langue allemande jusqu'en 2002. Les autres domaines de recherche de son département à l'Institut Max Planck pour la physiologie comportementale concernaient les études sur le comportement social des araignées et des sauterelles, l'acquisition de la nourriture, la reproduction et l'accouplement des crevettes, ainsi que des publications plutôt philosophiques sur une tentative « d'explication biologique » en relation avec des questions éthiques.
Son livre, écrit en collaboration avec Ute Seibt en 1981, Das PrinzipEigennutz (Le principe de l'auto-intérêt), reçoit une grande attention de la part du grand public de même que le livre, Männlich - Weiblich Ein Naturgesetz und seine Folgen (Homme - Femme, une loi naturelle et ses conséquences), également écrit avec Ute Seibt, en 1983. Le point focal de ces deux livres porte sur l'évolution des comportements. La question centrale est formulée ainsi: « Comment le comportement des êtres vivants s'est-il élaboré, si la théorie de l'évolution est correcte? »  Bien que leurs livres ne nient pas les influences culturelles sur le comportement humain, elles sont considérées comme marginales, tout au plus. 
En novembre 1997, le conseil de la société Max Planck décide de fermer l'Institut Max Planck de physiologie comportementale, avec le départ à la retraite du professeur Wolfgang Wickler le 30 novembre 1999. Sa recherche ornithologique est poursuivie à l'Institut Max Planck d'ornithologie.
Avec l'ancienne éthologue, Hanna-Maria Zippelius, Wolfgang Wickler est l'un des critiques les plus agressifs de la théorie de l'instinct de son mentor, Konrad Lorenz.